# Tramwaje w Mustaghanim
Tramwaje w Mustaghanim − system komunikacji tramwajowej w algierskim mieście Mustaghanim. 
Sieć rozpoczęto budować w 2013 r., i docelowo miała objąć 2 linie o długości 14,2 km. Z powodu upadłości jednego z wykonawców planowane otwarcie przesunięto na wiosnę 2021 r.